# Leonid Grom
Leonid Grom (n. 2 noiembrie 1900, Corpaci, raionul Edineț, Republica Moldova – d. 15 iulie 1998, București, România) a fost un medic român din Basarabia.

## Date generale biografice
S-a născut la 2 noiembrie 1900, în satul Corpaci, județul Bălți (Basarabia), într-o familie de țărani săraci cu 4 copii. Rămâne orfan de mamă la vârsta de 5 ani și, împreună cu frații săi, este lăsat în grija unor vecini,  întrucât tatăl este nevoit să le asigure existența muncind departe de casă, între anii 1914-1917 fiind și mobilizat pe front. Deoarece în satul natal nu exista nicio școală, la vârsta de 14 ani vine la Bălți, la o rudă a tatălui, cu handicapul necunoașterii limbii ruse (limba oficială a statului și, totodată, limba de predare în școli). Pe lângă acest impediment, a fost nevoit să se adapteze trecerii brutale de la ambientul dintr-un cătun izolat la cel din capitala județului, cât și contextului istoric în care și-a petrecut copilăria și adolescența, pe care le-a caracterizat atât de plastic: copilărie fără copilărie. Înțelegând, încă de mic copil, suferințele acelora care împărtășiseră aceeași soartă ca și el, Leonid Grom nu s-a lăsat descurajat de aceste obstacole, nici de altele care au urmat, ci, dimpotrivă, l-au călit și ambiționat să-și croiască un drum ascendent  în viață și în profesie.
La Bălți urmează două clase pregătitoare pentru învățarea limbii ruse (noțiuni elementare de gramatică, citire etc.), după care dă examen de admitere pentru Liceul Teoretic de Băieți Ion Creangă, unde va urma cursurile secției clasice moderne. Neavând mijloacele financiare necesare continuării ultimelor două clase liceale (1918 - 1920), se angajează ca pedagog la Internatul Vatra Școalei, de pe lângă liceul Ion Creangă, pentru a fi scutit de plata taxelor școlare și pentru a beneficia de masa și cazare gratuite.
 În 1920, susține examenul de capacitate și se înscrie la Facultatea de Medicină de la Iași, pe care o absolvă în anul 1926. Devine Doctor în Medicină și Chirurgie în același an (1926), cu teza „Monografia malariei din circumscripția sanitară Slobozia-Drăgănești, județul Bălți” (subiect din medicina socială), teză realizată sub îndrumarea Prof. Dr. M. Ciucă (care i-a fost, de altfel, și președintele juriului de promoție). A elaborat această lucrare în perioada când ocupase prin concurs postul de intern la Spitalul de boli infecțioase Izolarea din Iași, unde a avut ocazia să participe direct, în cadrul cercetării inițiate și conduse de Prof. Ciucă între anii 1924-1926, la primele studii epidemiologice și la aplicarea primelor măsuri de combatere a malariei din regiunile impaludate ale Moldovei și Basarabiei. Profesorul M. Ciucă era considerat cel mai mare malariolog al lumii și conducea pe plan mondial lupta contra malariei inițiată de Liga Națiunilor (1928-1938).   

## Studii
A parcurs toate treptele ierarhiei medicale prin examene și concursuri: 
- 1927,  București –  Examen de Capacitate de Medic Sanitar  (echivalent cu medic circumscripție sanitară). Deși reușit printre primii zece, dornic să-și pună întreaga sa putere de muncă în serviciul populației rurale sărace și atât de năpăstuite din locurile natale, a preferat să aleagă o circumscripție sanitară rurală din județul Bălți. Aici făcuse primii pași în combaterea malariei, febre tifoide și bolilor sociale (sifilis) din județele Bălți și Soroca, lucrând, încă din perioada studenției, ca medic diurnisit temporar conducător al primei echipe volante trimisă de Inspectoratul sanitar Iași (1926), condus de basarabeanul Doctor Petre Cazacu.

- 1937, București – Medic primar de județ prin concurs –– reușit al doilea pentru ocuparea unui din cele trei posturi vacante (Timișoara, Neamț, Bălți), alege județul Bălți;

- 1937,  București – examen de specialitate în malariologie;

- absolvă primele cursuri de specializare introduse în România după Primul Război Mondial (1923) de pe lângă clinici și institute de profil:

- 1927 și 1929, București, Institutul Cantacuzino – cursuri de malariologie;

- 1925, Iași, Laboratorul de Igienă - Facultatea de Medicină – cursul special de tehnică microscopică și malariologie;

- 1929-1930, Iași – cursul de igienă școlară (Institutul de Igienă);

- 1929, București, Institutul de Igienă și Sănătate Publică – cursul de igienă și medicină preventivă, ținut de Prof. Dr. Mezincescu, directorul institutului; obține titlul de Medic Igienist;

- 1925-1926, Iași, Clinica Dermato-Sifiligrafică – cursul de dermato-sifiligrafie, ținut de Prof. E. Mironescu;

- 1926-1927, Iași – curs de perfecționare în epidemiologie și clinica bolilor contagioase, organizat de Ministerul Sănătății conform regulamentului din 1924 pentru înființarea învățământului de epidemiologie cu clinica de boli contagioase, curs organizat și ținut de Prof. Dr. M. Ciucă;

La încheierea acestor cursuri, a susținut un examen de absolvire, eliberându-i-se un certificat de absolvire (specialitate).

## Carieră - activitatea profesională
Leonid Grom și-a desfășurat activitatea profesională în perioada 1925-1975, de-a lungul a 50 de ani pe care i-a pus în serviciul ocrotirii sănătății. Putem identifica două etape distincte ale carierei sale: etapa 1925-1950 și etapa 1950-1975.
Prima etapă, cuprinsă între anii 1925 și 1950, a constat în două perioade:  perioada muncii practice în producție și perioada numirii în înalte funcții administrative, decizionale, în domeniul ocrotirii sănătății pe plan național.
Perioada muncii practice ”în producție” începe încă din timpul studenției, când are primul contact cu realitatea autohtonă și cu cerințele medico-sociale ale populației. Se continuă  cu cei 12 ani în care a desfășurat o vastă activitate în domeniul medicinii preventive și a organizării ocrotirii sănătății în mediul rural, perioadă în care a pus un accent deosebit pe problematica mediului rural, din cadrul diferitelor funcții pe care le-a îndeplinit:
- 1927-1934: medic de circumscripție sanitară rurală la Brătușeni, județul Bălți;

- 1934 -1937: medic de spital rural mixt la Stolniceni, județul Bălți, unde pierde primul copil, contaminat cu scarlatină;

- 1937- iunie 1940: medic primar al județului Bălți, până la cedarea Basarabiei către URSS;

- 1944 -1945: medic igienist al plasei sanitare model Bozovici, județul Caraș;

- 1945-1946: medic șef al serviciului sanitar și de prevederi sociale al județului Olt, post în care a continuat lupta în focarele de tifos exantematic, pe care le-a eradicat, cu prețul de a fi contactat el însuși această maladie (ianuarie 1946).

- 1946-1947: medic șef al serviciului sanitar și prevederi sociale al județului Iași; în acest post a fost transferat în interes de serviciu prin ordinul personal al ministrului sănătății Dr. Florica Bagdasar, întrucât în județul Iași bântuia, ca de altfel în toată Moldova, o epidemie de tifos exantematic și o foamete îngrozitoare, care cereau participarea sa la conducerea acțiunilor de prevenire și combatere a maladiei și se ridicau probleme complexe de reorganizare si punere în funcțiune a asistenței și rețelei medico-sanitare perturbate în urma războiului

Perioada numirii în înalte funcții administrative, decizionale, în domeniul ocrotirii sănătății la nivel național ,debutează în anul 1947, când este chemat în centrala ministerului sănătății prin ordinul ministrului sănătății. Pe parcursul acestei perioade îi vor fi încredințate următoarele funcții:
- consilier tehnic și secretar general (în schema de atunci a ministerului, aceasta era a doua funcție, după cea de ministru), răspunzând de provinciile: Bucovina, Dobrogea, Moldova și partea de est a Munteniei, făcând parte și din comitetul restrâns (comandamentul antiepidemic pentru combaterea epidemiilor de pe lângă Ministerul Sănătății);

- inspector sanitar de stat - șef al Regiunii II, București, în cadrul Inspecției Generale Sanitare de Stat, până la desființarea acestei instituții (1949);

- în anul 1949, primește sarcina organizării și conducerii noii înființate Secții (Direcții) Sanitare și de Prevederi Sociale a Capitalei (Municipiul București, care avea o populație de peste un milion de locuitori); în calitate de Director, pune primele baze organizatorice ale noului sistem de asistență medico-sanitară a Capitalei și trece sub egida statului (Ministerului Sănătății) toate unitățile medicale, naționalizate în anul 1948;

În aceste funcții, a inițiat, organizat și condus întreaga acțiune de combatere a epidemiilor de: tifos exantematic, malarie, febră recurentă și boli cu largă răspândire (pelagra, tuberculoza, gușa endemică). În același timp, a răspuns de asigurarea organizării asistenței medico-sanitare din subordinea sa. Ca Secretar General în Ministerul Sănătății, Inspector Sanitar de Stat, Director al Secției Sanitare si de prevederi sociale a Capitalei, a cunoscut în mod temeinic și nemijlocit latura practică a problemelor majore de sănătate publică, aceste cunoștințe stând la baza activității sale ulterioare de cercetător științific și cadru didactic universitar și postuniversitar.
Așadar, cea de-a doua etapă a carierei (1946-1975) a fost dedicată cercetării științifice și a inclus următoarele funcții:
- 1946-1948: Șef al laboratorului de epidemiologie al Institutului de Igienă și Sănătate Publică Iași;

- 1948-1966: este transferat la Institutul de Igienă și Sănătate Publică din București, ca Director al Secției de Sănătate Publică – secție nou înființată prin Decret Prezidențial al M.A.N., menită „să acorde asistență tehnică și să desfășoare activitatea de studii și cercetare științifică”;

- 1969-1975: Șeful Secției de Gerontologie Socială din cadrul Institutului Național de Gerontologie și Geriatrie „Prof. Dr. Ana Aslan” din București;

În cercetare și-a axat tematica pe diversele probleme de sănătate publică prin care a trecut România, pentru soluționarea cărora se cerea o fundamentare științifică:
- ocrotirea sănătății populației rurale (inclusiv a organizării asistenței medico-sanitare a muncitorilor din gospodăriile agricole de stat);

- organizarea, orientarea și funcționarea Secțiilor de Sănătate publică din cadrul Institutelor de Igienă și Sănătate Publică din România;

- studiul aspectelor epidemiologice și clinice ale malariei, tifosului exantematic, difteriei;

- organizarea deservirii sanitaro-antiepidemice a populației;

- cercetări efectuate pentru fundamentarea evaluării activității sanitaro-antiepidemice, începute prin simplificarea, sistematizarea și reorganizarea întregului sistem de evidență primară și raportare statistică (1951-1952) și finalizate prin elaborarea sistemului de evidență primară și raportare statistică a centrelor sanitaro-antiepidemice;

- cercetări privind conceptul, organizarea și metodologia de lucru a sectorului curativo-profilactic (organizarea și funcționarea spitalului unificat și a circumscripției sanitare urbane; studii privind eficiența spitalului unificat ca formă superioară de organizare a ocrotirii sănătății, dispensarizarea ca metodă de lucru în activitatea curativo-antiepidemică; dispensarizarea  bolnavilor cardio-vasculari din întreprinderile industriale etc.);

- studii privind starea de sănătate a populației; abordarea unor probleme de teorie a sănătății publice, cât și a unor probleme legate de trecutul organizării sanitare în România etc.

## Activitatea didactică
A desfășurat-o pe o perioadă de 34 de ani, din care 27 de ani în învățământul medical superior (universitar și postuniversitar). Datorită calităților personale, a pregătirii profesionale temeinice, bazate pe o vastă experiență practică, în paralel cu activitatea de cercetare este numit Conferențiar Universitar la conducerea disciplinei ”Organizarea sănătății publice și administrație sanitară” (1948-1952), disciplină nou înființată în cadrul Facultății de Medicină Generală IMF București, prin reforma învățământului superior din anul 1948. În anul 1952, când ia ființă primul Institut Național pentru Perfecționarea și Specializarea medicilor și Farmaciștilor în București, este numit conferențiar (1952-1954) și apoi profesor (1954-1958), Șeful Catedrei de Sănătate Publică și Organizare Sanitară din acest institut. În anul 1958 devine profesor, șeful disciplinei de Sănătate Publică/ Medicină Socială la FPSMF (prin transformarea Institutului în Facultate pentru perfecționare și specializare și prin înglobarea acesteia în cadrul Institutului Medico-farmaceutic din București). Începând cu anul 1967, s-a revenit la titulatura anterioară anului 1948, această disciplină redevenind ”medicină socială”. După pensionare (1969), continuă să activeze ca profesor consultant la catedra de medicină socială din cadrul IMF București, până în anul 1975. Cumularea activității didactice din învățământul medical superior cu cea a organizării și conducerii secției de sănătate publică din Institutul de Igienă și Sănătate Publică București a permis realizarea unei conlucrări creatoare între cele două domenii (învățământ și cercetare) și, implicit, integrarea învățământului, a cercetării științifice  și a activității ”în producție” (îndrumarea și sprijinul tehnic de specialitate acordat unităților medicale și organelor sanitare din teritoriul arondat I.I.S.P. București). Desfășurarea acestei triple activități s-a efectuat în contextul unor adânci prefaceri sociale, economice, politice și sanitare, având în față multiple necunoscute privind organizarea și aplicarea în practică a noului sistem de ocrotire a sănătății. Din motivele de mai sus, în anul 1948 a fost realizat, de către secția de Sănătate Publică din Cadrul I.I.S.P. București, ”Centrul metodologic de cercetare științifică, demonstrații și învățământ practic”, o adevărată ”Clinică de Sănătate Publică”, funcționând neîntrerupt între anii 1948-1966, în ciuda vicisitudinilor întâmpinate. Ulterior pensionării Prof. Grom, a fost dat uitării. Aceste centre, create atât în mediul urban, cât și în cel rural, au fost numite ”stații-pilot”: Stația-pilot Sanepid, raionul Câmpina (1960 – centru de învățământ practic și demonstrații pentru medicii cursanți, privind dispensarizarea bolnavilor cu afecțiuni cardio-vasculare de la Uzina Poiana Câmpina etc.); Centrul de la Ghimpați, județul Giurgiu (1948); Budești, raion Oltenița (1952); ambulatorul circumscripțiilor sanitare urbane cartier Floreasca-București etc.
Programele analitice de predare, modul de organizare și utilizare a ”Centrului metodologic de cercetare științifică, demonstrații și învățământ practic” au fost apreciate de către șefii catedrelor omologe din zece țări (URSS, Polonia, R.D.G., Cehoslovacia, Ungaria, Bulgaria, Albania, China, R.P.D. Coreeană, Mongolia) – pentru a fi aplicate și adaptate la condițiile, problematicile și activitățile catedrelor respective – țări participante la Consfătuirea de la București din anul 1957 cu șefii de catedră de Sănătate Publică din institutele pentru perfecționarea și specializarea medicilor – organizată de Prof. L. Grom în paralel cu desfășurarea Simpozionului Național privind problemele catedrelor medico-sanitare în R.P.R., la care au participat și miniștrii sănătății din respectivele țări, simpozion organizat de Ministerul Sănătății. 

### Activitatea științifică
A elaborat peste 90 de lucrări științifice, Comunicate la sesiuni științifice, congrese, simpozioane, consfătuiri, conferințe naționale și internaționale sau publicate în reviste de specialitate, precum ”Igiena Socială”, ”Medicina Română”, ”Revista Științelor Medicale”, ”Ocrotirea Sănătății în R.P.R.”, ”La Santé Publique”, ”Munca Sanitară” etc., în care tratează cele mai acute probleme de sănătate publică ale momentului; coautor la elaborarea primului tratat de ”Organizarea Ocrotirii Sănătății” (din România), Ed. Medicală București, 1956 (a redactat capitolul ”Deservirea sanitaro-antiepidemică a populației”), sub redacția Prof. Dr. T. Ilea, Prof.  Dr. L. Grom și Conf. Dr. P. Pruteanu; redactor responsabil și coautor al ”Manualului de Igienă și Sănătate Publică pentru Școlile de Asistente medicale” – 2 volume (I și II), Ed. Medicală București, 1960 – primul de acest fel din România; coautor al monografiei ”Organizarea asistenței medicale de specialitate în mediul rural”, Ed. Medicală București, 1961; colaborare la elaborarea lucrării ”Bolile cronice ca problemă de sănătate Publică – prevenire și combatere”, Ed. Medicală București, 1969 și la lucrarea ”Bazele metodologice ale Sănătății Publice”.
A fost membru în colegiul de redacție al unor reviste medicale: ”Ocrotirea Sănătății în R.P.R”, ”Viața medicală”, revista internațională ”La Santé Publique” (rus. Zdravoohranenie), redactor responsabil ”Munca Sanitară”, organ al cadrelor sanitare medii. Membru al Societății de medici și naturaliști din Iași din 1926 (cea mai veche societate științifică din România, înființată în 1833); membru în Consiliul de Conducere al Uniunii Societăților de Științe medicale din România (1955-1975); președintele Societății de Igienă și Sănătate Publică (1949-1975); primul președinte al nou-înființatei Societăți de cadre medii sanitare (1955-1967); președintele Secției de Medicină Socială (1970-1974) și președinte de onoare al acestei secții.
A fost responsabil al mai multor contracte de cercetare științifică (IMF București, IPSMF București, IISP București, Academia de Medicină, Ministerul Sănătății), a participat la manifestări științifice din străinătate pe teme de sănătate publică (Moscova, Viena, Budapesta, Sofia, Bratislava etc.) și a organizat simpozioane, consfătuiri, conferinței (precum Prima Conferință Națională cu participare internațională din peste 20 de țări – sub egida OMS – cu tema ”Sarcinile cadrelor Sanitare medii în ocrotirea și îngrijirea copilului sănătos și bolnav”). Pentru întreaga activitate, a fost ales membru titular al Academiei de Medicină din România (Diviziunea de organizare) (Ian. 1948), precum și titlul de Medic Emerit al R.P.R. pentru ”merite excepționale și realizări deosebite în domeniul ocrotirii sănătății oamenilor muncii” (1954) prin Decret al Prezidiului Marii Adunări Naționale a R.P.R., semnat de Dr. Petru Groza.
A primit distincții și decorații, precum ”Ordinul Coroana României” în gradul de Cavaler (1937) pentru ”devotament și abnegație în lupta contra epidemiilor din Basarabia ca medic de circumscripție rurală, medic de spital rural și medic șef de județ (Bălți), decret semnat de Regele Carol II; Crucea ”Meritul Sanitar” clasa I (1946) pentru ”devotament și abnegație în opera de îngrijire a bolnavilor de tifos exantematic” ca medic șef al județului Olt, decret semnat de Regele Mihai; Ordinul ”Coroana României” în grad de Comandor (1947) pentru ”devotament și abnegație în opera de îngrijire a bolnavilor de tifos exantematic din Moldova, precum și pentru că a adus Departamentului nostru (Min. Sănătății) importante contribuțiuni de ordin moral și material în greaua misiune de organizare sanitară a statului”, ca Secretar General al Ministerului Sănătății, decret semnat de Regele Mihai; Diploma jubiliară ”A cincizecea Aniversare (1927-1977) a Institutului de Igienă și Sănătate Publică București ”pentru merite deosebite în dezvoltarea activității științifice și practice de Igienă și Sănătate Publică”; Diploma de Onoare eliberată de USSM din RPR Societatea de Cadre medii sanitare, prin care, ”apreciind renumele universal al Prof. Dr. L. Grom, USSM în ziua de 29.09.1977 prin hotărârea sa unanimă l-a ales ca membru de onoare al Societății de cadre Medii Sanitare; Academia de Științe Medicale prin adresa nr. 265/21.09.1976 comunică ”aprecierea Academiei pentru modul în care ați îndeplinit sarcinile încredințate în primii ani postbelici după Războiul II Mondial, când țara era bântuită de epidemii masive de tifos exantematic, febră recurentă, febră tifoidă și boli cronice.”
Ca o recunoaștere publică a priorităților în domeniul sănătății publice în România, într-un articol scris de Prof. l. Grom si publicat în ”Jurnalul de Medicină Preventivă” vol. 5, nr. 3/1997, pag. 48-50, revistă cu un colegiu editorial internațional (printre care șase personalități medicale din Chișinău – Republica Moldova), editată de Institutul de Sănătate Publică din Iași, regretatul profesor René Duda (directorul fondator al revistei și totodată directorul în funcție al Institutului) încheie articolul printr-un CV omagial dedicat Prof. L. Grom, pe care îl încheie cu următoarele cuvinte: ”Astăzi, Prof. Dr. Leonid Grom, la frumoasa vârstă de 97 de ani, este decanul de vârstă al specialiștilor de sănătate publică din România”, iar pe prima pagina a exemplarului trimis profesorului apare următoarea dedicație: ”Domnului Profesor Doctor Leonida Grom, patriarhul sănătății publice românești, cele mai sincere sentimente de admirație și gratitudine” (René Duda, Iași, 21,10,1997).

## Contribuții
În sinteză, în activitatea Prof. Dr. L. Grom, putem bifa următoarele contribuții :
- participarea la primele cercetări epidemiologice ale malariei în Moldova și Basarabia;

- contribuția personală la jugularea epidemiilor de tifos exantematic și febră recurentă din Oltenia, Moldova, Bucovina și Dobrogea (1945-1948);

- participarea directă la aplicarea măsurilor de combatere a unor boli infecțioase și a bolilor sociale cu largă răspândire (pelagra, gușa endemică, malaria, sifilis);

- în lupta contra epidemiei masive de difterie din Basarabia (dintre cele două războaie mondiale și înainte de legiferarea vaccinării obligatorii antidifterice în România) a aplicat pentru prima dată în România vaccinarea cu anatoxină Ramon în plin mediu epidemic (1934, în comunele Șofrincani și Stolniceni, jud. Bălți), cu rezultate foarte bune (publicate în revista ”Igiena socială”);

- în lupta contra epidemiei de tifos exantematic din Basarabia, a observat creșterea frecvenței cazurilor de tifos exantematic atipic în perioada preepidemică (com. Naslavcea, jud. Soroca, publicând observațiile sale și descrierea în premieră a acestor forme atipice în reviste medicale de prestigiu (”Igiena Socială”, 1936 și ”Medicina Română”, 1948), care au contribuit la elaborarea unei noi metodologii în lupta antiepidemică;

- inițierea unor acțiuni de lupă antituberculoasă (1946-1948) în regiunile devastate de război; punerea accentului pe latura profilactică de prevenire și combatere a TBC, punerea în stare de funcționare a spitalelor și sanatoriilor distrus de război, înființarea primului Sanatoriu TBC pentru copii (Piatra Neamț, 1947) și a primului preventoriu pentru studenți (Iași, 1947) din România;

- crearea primului Centru Sanitaro-antiepidemic din România (București, 1950);

- punerea primelor baze la crearea serviciilor de epidemiologie antiveneriană în Capitală (1949);

- conceperea și elaborarea (în colaborare) unui nou sistem de evidență primară și raportare statistică a centrelor sanitaro-antiepidemice, sistem pus în practică pe plan național în 1952, evaluat în 1953 și rămas în uz până în prezent, timp de peste o jumătate de secol (sesiunea științifică a Centrului de organizare a ocrotirii sănătății și istoria medicinii, Ed. Medicală 1955, pag. 33-36 (b));

- contribuție majoră la dezvoltarea învățământului universitar si postuniversitar de sănătate publică (medicină socială, organizare și administrație sanitară la București);

- formarea a numeroase cadre de specialiști, mulți dintre foștii cursanți și colaboratori fiind numiți în posturi de răspundere de către Ministerul Sănătății;

- a creat ”Centrul de cercetare științifică, demonstrații și învățământ practic” pentru medici cursanți, adevărată ”clinică de sănătate publică”.

Prof. Dr. L. Grom, pe lângă problemele de organizare sanitară, care reprezentau principala lui preocupare, a acordat o atenție deosebită și cercetării sociale în domeniul bolii și invalidității, având o viziune globală asupra ecosistemului uman, în care se manifestă sănătatea și boala ca efecte ale determinanților de ordin socio-economic, sanitar, cultural, biologic și comportamental. Obiectul activității sale era constituit din studiul factorilor de mediu și al influenței lor asupra organismului și colectivității, de studiul morbidității și demografiei, al organelor și unităților sanitare și de tot ce poate fi numit ”medicină preventivă”. Aspecte precum viața, alimentația și traiul țăranului român, epidemiologia, igiena, bolile infecto-contagioase și sociale, organizarea și administrația sanitară se referă la realitățile concrete ale României, pe care o cunoaște de la coliba țăranului, unde și-a început activitatea, până la capitala țării, unde a continuat să îndrume viața sanitară a țării, cunoscând organizarea asistenței medico-sanitare și legislația sanitară.
Funcțiile pe care le-a ocupat în ierarhia medico-sanitară traduc personalitatea sa complexă și concepțiile sale din domeniul sănătății publice. A dus activitate de pionierat axată în special pe combaterea marilor epidemii și flageluri socio-economice, cu repercusiuni negative asupra stării de sănătate a populației. 
Prof. Dr. L. Grom era o fire interiorizată, care își stăpânea perfect trăirile interioare, cinstit până la absurd, nefiind în stare a face rău cuiva, nefiind ros de ambiții și invidie, ci doar extrem de muncitor, extrem de tenace și perseverent cu sine și cu ceilalți, în activitatea profesională fiind de o modestie rară, care l-a împiedicat să trâmbițeze reușitele profesionale. A fost printre primii specialiști, profesori de sănătate publică, medicină socială și organizare a ocrotirii sănătății și, în această calitate, a contribuit într-o măsură însemnată la dezvoltarea și ridicarea nivelului științific al acestei discipline în România, în cea de-a doua jumătate a secolului XX. În istoria ocrotirii sănătății din România, el și-a câștigat un loc de cinste.
A decedat la venerabila vârstă de 98 de ani, la București.
Prof. Dr. L. Grom a fost elevul iluștrilor dascăli și savanți ai Școlii Ieșene de Medicină dintre cele două războaie mondiale: prof. Dr. Doc. Mihai Ciucă, Prof. Dr. Doc. Alexandru Slătineanu, Prof. Dr. Doc. Constantin Ionescu-Mihăești, Prof. Dr. Doc. Ion Bălteanu, cât și a concetățeanului său, basarabeanul Dr. Petre Cazacu – Inspectorul Șef al Inspectoratului Sanitar Iași (inspectorat care includea și județul Bălți).
Prof. Dr. L. Grom a avut ca elevi și totodată colaboratori figuri proeminente ale sănătății publice din România: Dr. Ion Caloenescu, președintele Uniunii Societăților Științelor Medicale din România; Dr. Alexandru Ciucă, director general al Direcției Generale Curativo-profilactice din Ministerul Sănătății; Prof. Dr. Victor Coroi, șeful disciplinei de sănătate publică din IMF București; Prof. Dr. Dan Enăchescu, șeful catedrei de Sănătate Publică IMF București, Ministrul Sănătății, ambasador al RSR în Elveția, decan al Facultății de Medicină Generală IMF București; Prof. Dr. Octavian  Berlogea, ministru adjunct în Ministerul Sănătății și totodată Directorul Institutului Național de Expertiză și  Recuperare a capacității de muncă din București; Prof. Dr. René Duda, Directorul Institutului de Sănătate Publică Iași; Prof. Dr. Roxana Râșcanu, de la Facultatea de Psihologie - Universitatea din București; Dr. Rodica Petolea, șef secție Institutul Național de geriatrie și gerontologie ”Prof. Ana Aslan” București etc.

## Distincții
- titlul de „Medic Emerit al Republicii Populare Romîne” (5 august 1954) „pentru merite excepționale și realizări deosebite în domeniul ocrotirii sănătății oamenilor muncii”[1]